# Họ Thánh liễu
Họ Thánh liễu hay họ Liễu bách hoặc họ Tì liễu (danh pháp khoa học: Tamaricaceae) là một họ thực vật hạt kín chứa 4-5 chi và khoảng 90-120 loài.
Họ này là bản địa của các khu vực khô tại châu Âu, châu Á và châu Phi, đặc biệt là tại khu vực ven Địa Trung Hải tới Trung Á, được di thực và tự nhiên hóa khá phổ biến ở Bắc Mỹ. Nhiều loài mọc trên các loại đất mặn, chịu đựng được độ mặn tới 15.000 ppm muối hòa tan và có thể chịu được các điều kiện kiềm. Nói chung chúng có lá dạng vảy, dài khoảng 1–5 mm, xếp đè lên nhau dọc theo thân, và ở một số loài thì chúng bị che phủ bên ngoài bằng các lớp muối tiết ra.

## Phân loại
Trong thập niên 1980, họ này được phân loại thuộc bộ Violales trong hệ thống Cronquist (1981); các phân loại hiện đại hơn của Angiosperm Phylogeny Group đặt họ này trong bộ Caryophyllales.

### Các chi
- Hololachna: Hồng sa
- Reaumuria: Tỳ bà sài
- Myricaria: Khoảng 13 loài thủy bách chi
- Myrtama (gồm cả Tamaricaria): 1 loài sơn sanh liễu (Myrtama elegans)
- Tamarix: Khoảng 55 loài thánh liễu, liễu bách, tì liễu, thùy tì liễu, sanh liễu. Tại Việt Nam ghi nhận sự có mặt của 3 loài.

## Phát sinh chủng loài
Cây phát sinh chủng loài dưới đây lấy theo Gaskin và ctv. (2004) và tham khảo thêm Daoyuan Zhang và ctv. (2006) để tạm thời xếp chi Myrtama như là nhóm trung gian giữa Tamarix và Myricaria.
|  | Holachna |
|  |          |
|  | Reamuria |
|  |          |

|  | Myricaria |
|  |           |
|  | Myrtama   |
|  |           |
|  | Tamarix   |
|  |           |

|  | Holachna |
|  |          |
|  | Reamuria |
|  |          |

|  | Myricaria |
|  |           |
|  | Myrtama   |
|  |           |
|  | Tamarix   |
|  |           |

Lưu ý rằng trong nghiên cứu của Daoyuan Zhang và ctv. (2006) thì các cây phát sinh chủng loài do họ tạo ra có vị trí của chi Myrtama có thể là như sau:
- Tamarix có quan hệ chị-em với nhánh chứa Myrtama và Myricaria
- Myricaria có quan hệ chị-em với nhánh chứa Myrtama và Tamarix.

Nhưng các tác giả cũng cho biết thì dường như Myrtama có quan hệ họ hàng gần với Myricaria hơn.

## Hình ảnh

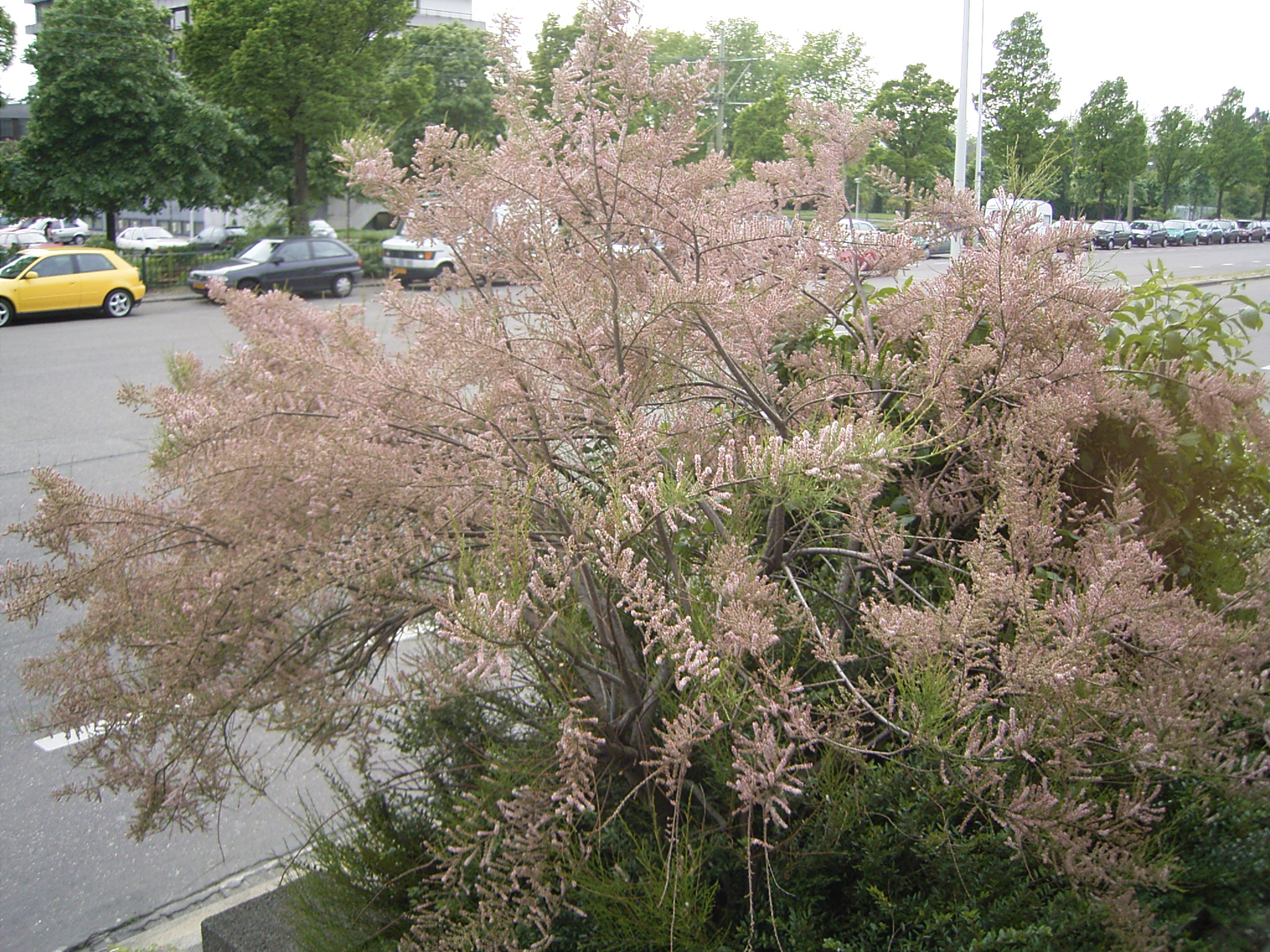
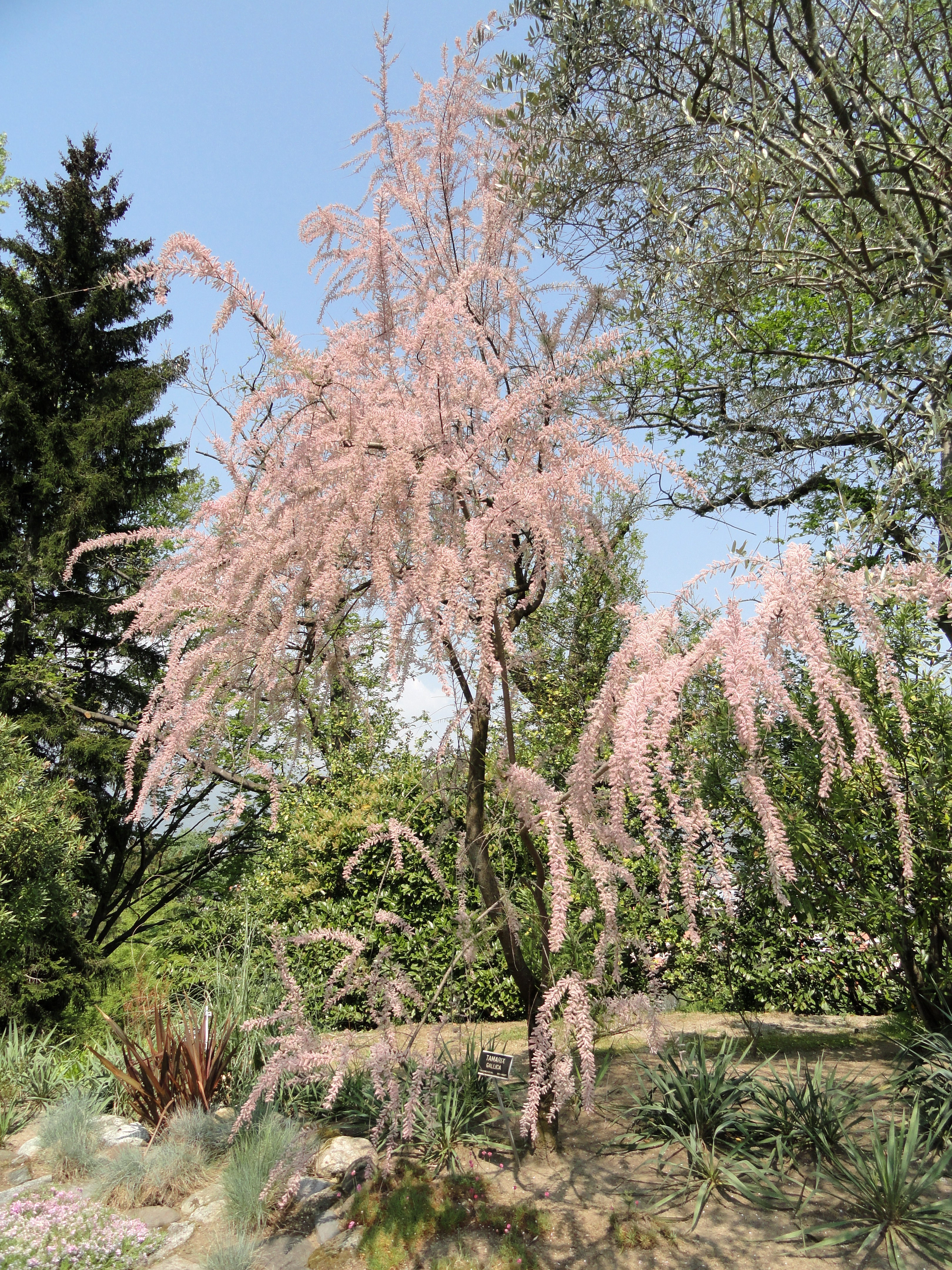
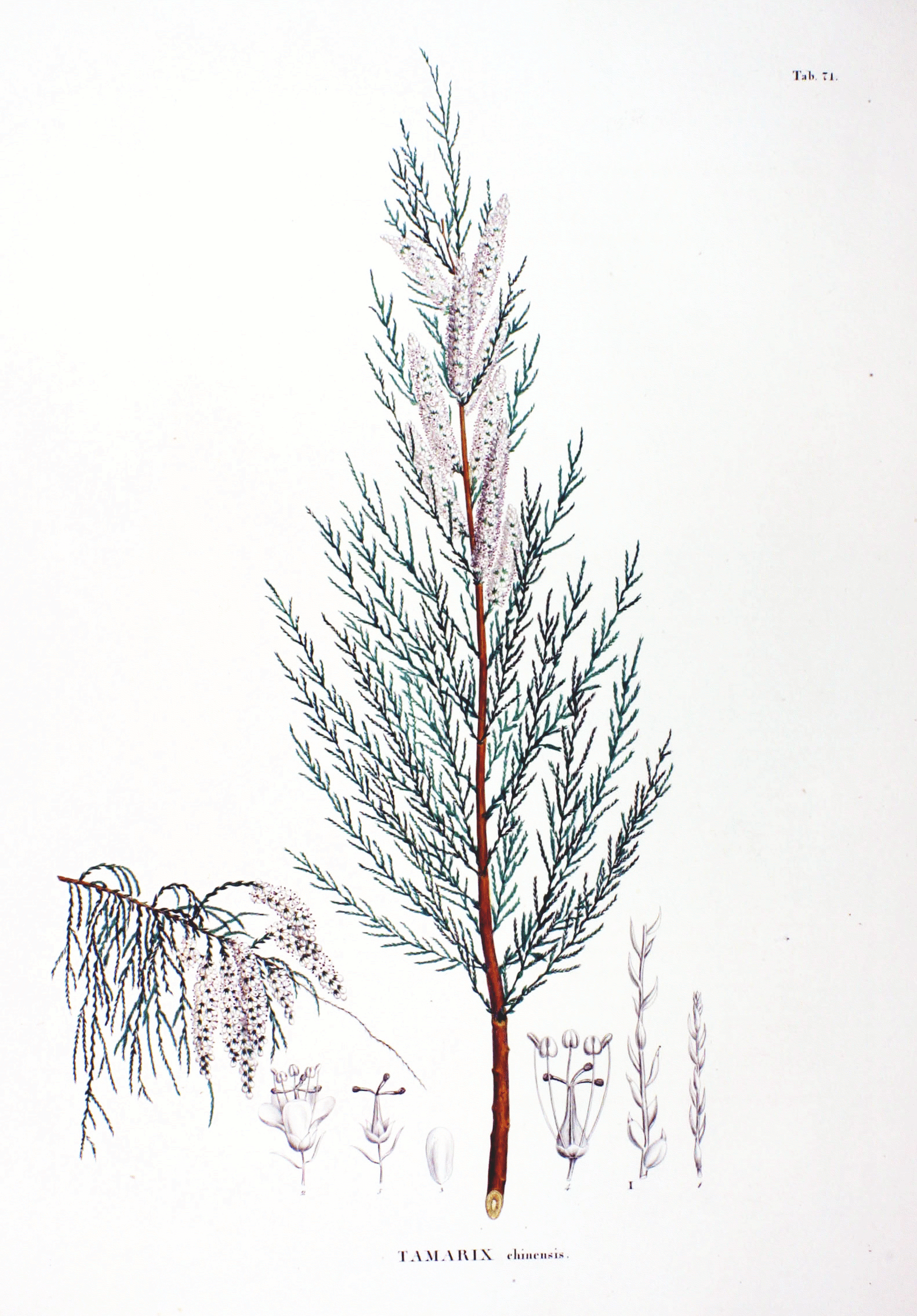
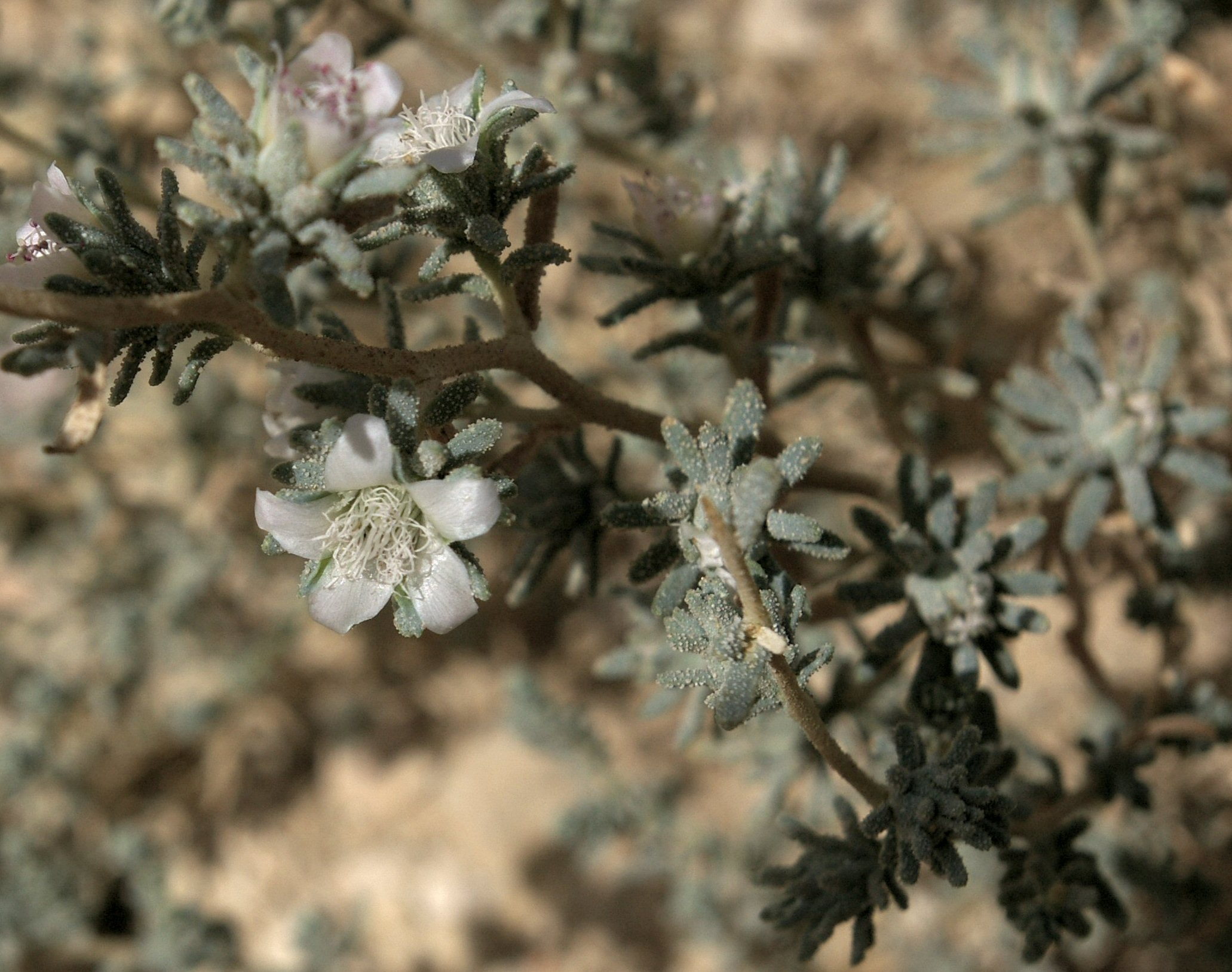